# Thomas Hatina
Thomas R. Hatina (* 1962) je kanadský teolog českého původu. Věnuje se zejména studiu Nového zákona a interpretaci Bible.
Působí na Trinity Western University v Britské Kolumbii; je též hostujícím vyučujícím na Univerzitě Karlově v Praze.
V češtině vyšla jeho kniha Novozákonní teologie a její hledání závažnosti (2018, angl. originál 2013).